# Годзя
Годзя, інколи годзь – традиційна страва української кухні, передусім на Вінниччині, де відома з XVIII ст.

## Характеристика
Є доволі специфічною стравою. Зазвичай рясна, густа. Деякі фахівці розглядають її як своєрідне рідке овочеве рагу, інші називають борщем без буряка. Поширена насамперед в подільській частині Вінниччини. Дотепер є розповсюдженою у сільській місцевості. Зазвичай за один раз вариться 4–5 літрів годзі.
Основні складові: картопля, капуста, цибуля, морква, квасоля, солені огірки. Всі інші додаткові інгредієнти можуть варіюватися як завгодно: м’ясо, гриби, селеру, червона капуста, томати, перець. Для цієї страви господині Вінниччини обов'язково розпалювали піч, де годзя потроху доходила цілу ніч. Ситна й вітамінна страва. Місцеві мешканці вважають, що годзя наступного дня смачніша.

## Види
Найпоширенішою є годзя, що зварена на м’ясних ребрах. Це густа гаряча страва з підчеревиною і ребрами, п’ятьма овочами й квашеними огірками. Втім існує також пісна годзя, популярна в селах Немирівського району.

## Приготування
Складові:
- 300 г свинини
- 5 шт бульб картоплі
- 1 велика цибулина
- 1 морква
- 1/3 середнього качана капусти
- 3 квашених огірка
- 1 склянка квасолі (свіжої або замоченої, можна готовою у власному соку)
- сіль, чорний перець мелений, лавровий лист мелений
- 3 столових ложки олії
- 1 склянка бульйону (м’ясного або овочевого)

Всі овочі очистити і помити. Сковороду розжарити, додати олію і прогріти її. М’ясо порізати кубиками або ребра з м’ясом, покласти в розпечену олію і обсмажувати поки кожен шматочок. До м’яса додати подрібнену цибулю і потерту на овочевій тертці моркву. Трохи протушкувати з м’ясом. Окрема в цей час вариться квасоля.
Підготувати глибоку миску. Картоплю порізати невеликими шматочками. Скласти в миску. Капусту нашаткувати і покласти до картоплі. Огірки порізати кубиками, квасоля теж відправити до овочів. Овочі посолити, приправити, покласти до них піджарку і все перемішати, щоб коний складник рівномірно розподілився в загальній масі.
Приготувати великий казан (можна гусятницю або будь-який товстостінний посуд з кришкою для запікання, окрім емальованого бо пригорить). Духовку розігріти до 200°. Підготовлене викласти в посуд, додати бульйон – спочатку додати 1/2 склянки, в процесі приготування, якщо потрібно підлити ще. Поставте годзю в духовку на 1 годину, не перемішується при тушкуванні.
Існує також інший порядок приготування: підсмажене м'ясо кладеться до казана, де тушкується при невеличкій воді до готовності, потім додається розварена квасоля, порубані огірки, підсмажена цибуля й морква, через 15 хвилин – січена капуста, квашені помідори та сік. Наприкінці солять та додають спеції за смаком. Капуста повинна залишитися хрумкою.

### Пісна годзя
У великий баняк викладають шарами відварену квасолю, нарізані кубиками квашені огірки, картоплю, смажену цибулю з морквою, доводять до кипіння, тушкують хвилин 15. Закислюють томатною пастою або домашнім томатним соком. Січуть свіжу капусту, викладають зверху. Страву доводять до готовності у печі або духовці, не перемішують. Капуста має бути трохи хрумка.

## Як подавати
Годзю подають на стіл в тому посуді, в якій вона готувалася. До страви додається сметана, багато посіченої зелені. Також з годзею вживають гострий перець або часник.

## Традиції
Обов’язкова страва на поминальному й весільному обідах. На весіллі годзю варять на другий день. Також є більш-менш звичайной восени. Подається також під час Різдва, на Святвечір.